# ایالت شان
ایالت شان شرقی‌ترین ایالت میانمار است.
پایتخت این ایالت میتیکینا است 